# Carlsburg (Sundhausen)

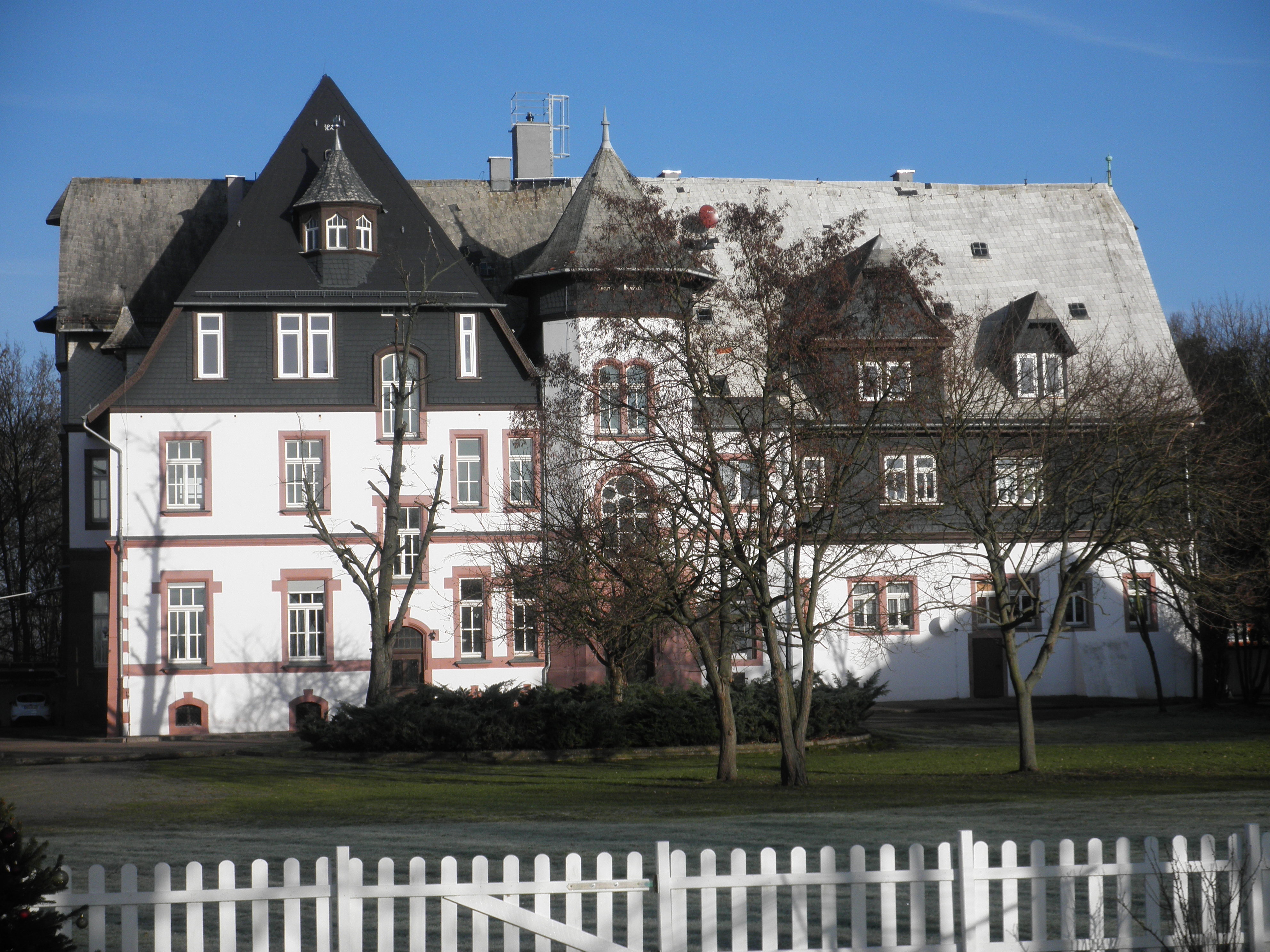
Die Carlsburg in Sundhausen (2013)

Die Carlsburg ist das frühere Herrenhaus des Rittergutes im Ortsteil Sundhausen der thüringischen Kreisstadt Nordhausen. Sie wird heute als Wohngebäude genutzt.

## Geschichte
Die frühere Wasserburg war Sitz eines gleichnamigen Ministerialengeschlechts. Ludolf von Sundhausen verkaufte im ausgehenden 16. Jahrhundert das Rittergut an Levin Wurmb aus der in Großfurra ansässigen thüringischen Adelsfamilie Wurmb. Nach dessen Tod einigten sich seine ihn überlebenden Kinder auf die Verteilung seines umfangreichen Erben. In einem Erbvertrag aus dem Jahre 1636 erhielt Anna Wurmb aus der väterlichen Verlassenschaft das Rittergut in Sundhausen, während ihr Bruder Ludwig Wurmb (1613–1686) die anderen Besitzungen des Vaters in Großfurra und Bielen übernahm. Anna Wurmb heiratete den Halberstädter Domherrn Friedrich von und zu Schachten und brachte das Rittergut Sundhausen mit in die Ehe. Durch den frühen Tod ihres Ehemannes erbten seine drei mit ihm erzeugten Söhne als Lehnserben das Rittergut Sundhausen. Da die Söhne noch unmündig waren, übernahm zunächst ihr Onkel Ludwig Wurmb die Vormundschaft. Da Anna von und zu Schachten in zweiter Ehe den Halberstädter Domherren Ludwig von Bieren heiratete, wurde dieser zum Stiefvater der drei unmündigen Rittergutsbesitzer. Bieren regte einen Vergleich an, durch den er zum Besitzer des Rittergutes Sundhausen wurde. Seine Familie lebte in der Bischofsstadt Halberstadt und da das im nördlichen Thüringen liegende Rittergut Sundhausen relativ schwer zu erreichen war, entschied sich Ludwig von Bieren in Abstimmung mit seiner Ehefrau und den Stiefkindern zum Verkauf des Gutes. Im Walkenrieder Amtmann Dietrich Wagner wurde ein potentieller Käufer gefunden. So erfolgte am 3. Dezember 1655 der Verkauf des Rittergutes an den Amtmann Wagner für die Summe von 6000 Reichstalern. Die Zahlung der ersten Hälfte der Kaufsumme wurde zum 1. Januar 1656 vereinbart, letztendlich verzögerte sich die Zahlung der zweiten Hälfte um noch viele Jahre.
Zu den Nachkommen von Dietrich Wagner in Sundhausen gehörten die beiden Brüder Johann Friedrich und Bodo Wilhelm Wagner. Sie ließen sich am 16. April 1712  durch den Fürsten Christian Wilhelm I. von Schwarzburg-Sondershausen den Adelsstand mit dem Namenszusatz von Carlsburg legitimieren. Seit dieser Zeit bürgerte sich für das Rittergut der Name Carlsburg ein.
In der DDR-Zeit diente der nunmehr als Karlsburg bezeichnete Gebäudekomplex zunächst als Alten- und Pflegeheim, danach als Einrichtung für Kinder und Jugendliche mit Behinderungen.
Als ehemaliges Rittergut mit Wirtschaftshof und Parkanlage steht die Carlsburg in der Uthleber Straße 9–11 (Carlsburger Straße) in Sundhausen heute unter staatlichem Denkmalschutz und ist in der Liste der Kulturdenkmale in Nordhausen eingetragen.